# Kotarska oblast
Kotarska oblast je bio naziv za administraciju u lokalnoj upravi na području Kraljevina Hrvatske i Slavonije za vrijeme Austro-Ugarske te pod drugim nazivima u vrijeme Kraljevine Jugoslavije, i na područjima Banovine Hrvatske.

## Austro-Ugarska
Kraljevina Hrvatska i Slavonija bila je podijeljena na županije, županije na kotare i kotari na općine. Nadležnost kotarske oblasti bila je skrb oko izvršenja zakona, održavanje sigurnosti, javnog reda i mira, zatim za održavanje cesta i mostova, nadziranje vodograđevina, mlinova i nasipa, za izdavanje osobnih isprava i nadzor društava. 
Čelna osoba kotarske oblasti bio je predstojnik. Uglavnom su predstojnici bili pravnici. Službenici u kotarskoj oblasti bili su voditelj oružničke postaje, oružnici, nadcestar, cestar, liječnik, veterinar, građevni inženjer, kanalist (službenik zadužen za nadgledati kanale) i dva pristava (glavna pisara) kojima su pak pomagali pisari koji su uzimani u službu prema potrebi posla.
Službenici nisu bili stalno službovali u jednom kotaru. Svakih par godina premještalo ih se u ine kotare, čime se izbjegavalo dugo zadržavanje na istoj lokaciji i tako osiguravalo učinkovito vođenje kotarskih poslova.

## Kraljevina SHS
Stvaranjem Kraljevine SHS promijenilo se djelovanje uprave u kotarima. Zakon o općoj upravi od 26. travnja 1922. regulirao je da su kotari dobili kotarsku samoupravu. U zbilji se nije formirala sve do 1929., kad je ukinuta kao i oblasna samouprava. Ured kotarskog poglavara (kotarsko poglavarstvo) neprekidno je djelovao sve do 1924. kad su ukinute županije 1924. isključivo prema propisu od 1886., te u razdoblju od 1925. do 1929. prema istim propisima usklađenima sa zakonom od 26. travnja. 1922. (isključivši poslove o kotarskoj samoupravi).
Čelna osoba kotarske oblasti bio je kotarski poglavar. Kotarskog poglavara postavljao je ministar unutarnjih poslova. Obnašao je poslove opće uprave u kotaru kao što je veliki župan obavljao poslove opće uprave u oblasti. Kotarski poglavar obnašao je poslove istih resora, a pod nadzorom velikog župana. Ako su naselja bila udaljena u njima se osnivalo kotarske ispostave. Bile su podređene velikom županu i bile su ista djelokruga kao i kotarski poglavar. Poglavarova kotarska oblast, to jest njegovo administrativno osoblje u većim je kotarima bilo podijeljeno u odjele. 
Zakon o nazivu i podjeli Kraljevine na upravna područja od 3. listopada 1929. regulirao je promjenu naziva države Kraljevine Srba, Hrvata i Slovenaca u Kraljevinu Jugoslaviju. Opća uprava tim zakonom podijeljena je na banovine, kotare (srezove) i općine. Oktroirani ustav 1931. nije bitno izmijenilo djelokrug strukturalnih dijelova opće uprave u (banovine, gradovi, kotari i općine).